# Philip Burne-Jones
Philip Burne-Jones (Londra, 1º ottobre 1861 – Londra, 21 giugno 1926) è stato un pittore britannico.

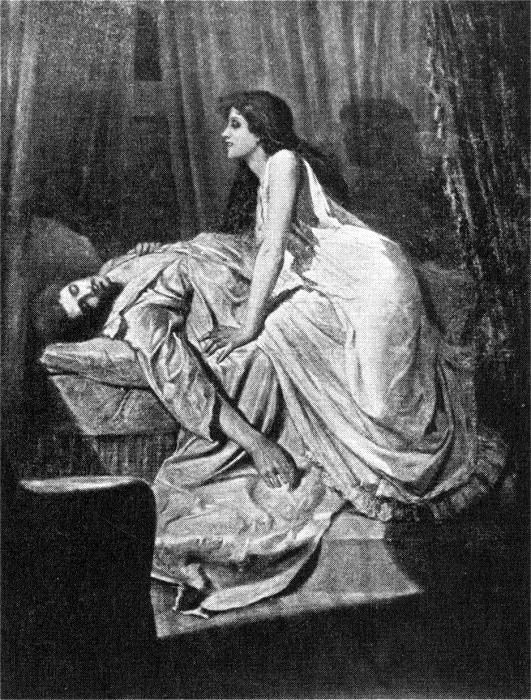
The Vampire, 1897.

Era un aristocratico britannico dell'età vittoriana, la cui vita e carriera professionale come pittore si estesero anche all'età  edoardiana. Primo figlio del celebre pittore preraffaellita Edward Burne-Jones e di sua moglie Georgiana Macdonald, era anche cugino dello scrittore Rudyard Kipling e del primo ministro Stanley Baldwin. Durante la sua carriera realizzò oltre 60 opere, tra cui ritratti, paesaggi e fantasie poetiche.

## Biografia
Philip Burne-Jones nacque nella capitale britannica nel 1861 e fu educato al Marlborough College. Frequentò l'Università di Oxford per due anni, ma lasciò gli studi prima di laurearsi. 
Per placare i genitori per questo insuccesso, accettò di prendere lezioni di pittura, che studiò con impegno. La sua abilità era notevole e le sue opere furono esposte in gallerie di fama a Londra e Parigi. La Royal Academy of Arts espose i suoi lavori undici volte tra il 1898 e il 1918, e le sue opere furono anche presentate al Salon di Parigi nel 1900, dove espose il ritratto di suo padre, oggi conservato nella National Portrait Gallery. Dipinse inoltre ritratti di molte personalità di rilievo.
La sua opera più famosa, The Vampire (1897), che raffigura una donna chinata su un uomo incosciente, si ritiene sia stata modellata sulle sembianze dell'attrice Mrs. Patrick Campbell, con la quale Burne-Jones avrebbe avuto una relazione sentimentale. Il dipinto ispirò anche la poesia dallo stesso titolo al cugino Rudyard Kipling. La collocazione dell'opera originale è sconosciuta. Nel luglio del 1902 diversi giornali, tra cui il The Baltimore Sun e il St. Louis Republic, riportarono che il dipinto fosse stato venduto a William Kissam Vanderbilt, ma Burne-Jones smentì tali notizie.
Avere un padre famoso fu difficile per lui, e il destino di Philip fu segnato dal fatto che il suo lavoro veniva spesso paragonato sfavorevolmente a quello del padre. Alla morte di quest'ultimo nel 1898, Philip ereditò il titolo di baronetto che era stato conferito al padre nel 1894. Si dice che suo padre avesse accettato il titolo solo perché Philip desiderava ereditarlo.
Philip visitò gli Stati Uniti nel 1902, dove fu popolare nella società alla moda e contribuì al genere letterario del viaggio (all'epoca molto in voga) pubblicando un resoconto (Dollars and Democracy) del tempo là trascorso. Visse la maggior parte della propria vita a Londra, dove morì nel 1926.

## Opere
- The Vampire (1897).